# Rosendale (Nueva York)
Rosendale es un pueblo ubicado en el condado de Ulster en el estado estadounidense de Nueva York. En el año 2000 tenía una población de 6,352 habitantes y una densidad poblacional de 123 personas por km².

## Geografía
Rosendale se encuentra ubicado en las coordenadas 41°50′49″N 74°4′34″O / 41.84694, -74.07611. Según la Oficina del Censo, la ciudad tiene un área total de 53,7 km² (20,7 mi²), de la cual 51,6 km² (19,9 mi²) es tierra y 2,1 km² (0,8 mi²) (3.90%) es agua.

## Demografía
Según la Oficina del Censo en 2000 los ingresos medios por hogar en la localidad eran de $44,282, y los ingresos medios por familia eran $51,444. Los hombres tenían unos ingresos medios de $34,321 frente a los $28,787 para las mujeres. La renta per cápita para la localidad era de $21,303. Alrededor del 11.9% de la población estaban por debajo del umbral de pobreza.